# Fægtning under sommer-OL 1896
Fægtning under sommer-OL 1896. Der var 15 mandlige udøvere fra fire nationer, Grækenland (9 deltagere), Frankrig (4), Danmark (1) og Østrig (1) som konkurrerede i tre discipliner, sabel, fleuret og fleuret for fægtemestre (egentlig en konkurrence for professionelle). Konkurrencerne blev afviklet i perioden 7. til 9. april 1896.

## Medaljer
| Fægtning OL 1896 Athen | Fægtning OL 1896 Athen | Fægtning OL 1896 Athen | Fægtning OL 1896 Athen | Fægtning OL 1896 Athen | Fægtning OL 1896 Athen |
| ---------------------- | ---------------------- | ---------------------- | ---------------------- | ---------------------- | ---------------------- |
| Nr.                    | Land                   | Guld                   | Sølv                   | Bronze                 | Totalt                 |
| 1.                     | Grækenland             | 2                      | 1                      | 1                      | 4                      |
| 2.                     | Frankrig               | 1                      | 2                      | 0                      | 3                      |
| 3.                     | Danmark                | 0                      | 0                      | 1                      | 1                      |
| Totalt                 | Totalt                 | 3                      | 3                      | 2                      | 8                      |

## Medaljevinderne

### Fleuret
| Placering | Land | Udøver                           | Point |
| --------- | ---- | -------------------------------- | ----- |
| 1.        | FRA  | Eugène-Henri Gravelotte          | 4     |
| 2.        | FRA  | Henri Callot                     | 3     |
| 3.        | GRE  | Perikles Pierrakos-Mavromikhalis | 2     |
| 4.        | GRE  | Ioannis Poulos                   | 1     |
| 4.        | GRE  | A. Vouros                        | 1     |
| 4.        | GRE  | Konstantinos Komninos-Miliotis   | 1     |

### Fleuret for fægtemestre
| Placering | Land | Udøver          | Point |
| --------- | ---- | --------------- | ----- |
| 1.        | GRE  | Leonidas Pyrgos | 1     |
| 2.        | FRA  | Jean Perronet   | 0     |

### Sabel
| Placering | Land | Udøver               | Point |
| --------- | ---- | -------------------- | ----- |
| 1.        | GRE  | Ioannis Georgiadis   | 4     |
| 2.        | GRE  | Tilemachos Karakalos | 3     |
| 3.        | DEN  | Holger Nielsen       | 2     |
| 4.        | AUT  | Adolf Schmal         | 1     |
| 5.        | GRE  | Georgios Iatridis    | 0     |